# 久芳庄二郎
久芳 庄二郎（くば しょうじろう、1892年（明治25年）9月20日 - 1965年（昭和40年）7月31日）は、大正から昭和期の教育者、政治家。衆議院議員。旧姓・山本。

## 経歴
山口県熊毛郡島田村（周南町、光町を経て現光市）で山本家に生まれ、久芳安之進の養子となる。1912年（明治45年）山口県師範学校を卒業した。
その後、山口県視学、公立国民学校訓導、同校長、萩市青年団長、萩市女子青年団長、山口県青年学校教育会理事長、日本体育会山口県支部評議員、日本教育会山口県支部国民学校教育部会長、光市島田農業協同組合長などを務めた。
1946年（昭和21年）4月、第22回衆議院議員総選挙に山口県全県区から無所属で出馬して当選し、衆議院議員に1期在任した。
その後、山口県教育委員長、光市教育委員を務めた。